# Орен, Менахем
Менахем Орен (ивр. מנחם אורן‎; первоначально Ме́ндель Хво́йник, в Польше носил имя Мечислав Хвойник, пол. Mieczysław (Mendel) Chwojnik; 16 января 1902, Ружаны, Слонимский уезд Гродненской губернии — 1 декабря 1961, Тель-Авив) — израильский, ранее польский, шахматист, доктор математики.
Родился в Ружанах в семье Берла (Дов-Бер Алеви) Хвойника (1878—1940) и Рохл Дискиной (1883—1960).
В 1920 годах был сильнейшим шахматистом в Кракове. Трижды побеждал на первенстве города (1919, 1925 и 1926). В 1926 году победил на турнире в Кракове. Участник двух чемпионатов Польши. В 1926 году в Варшаве на 1-м чемпионате поделил 8-9 место, на 2-м в Лодзи в 1927 году 5-7 место. В 1928 году выступил за сборную Польши на 4-й доске на 2-й олимпиаде в Гааге, где команда завоевала бронзовые медали.
В 1930-х годах переехал из Кракова в Ровно. В 1938 году победил на первенстве города. В течение Второй мировой войны жил в Советском Союзе. После войны в 1945/46 возвратился в Польшу и поселился в Нижней Силезии.
В 1949 году через Чехословакию и Австрию репатриировался в Израиль, где ивритизировал своё имя на Менахем Орен. Преподавал физику в гимназии Герцлия в Тель-Авиве.
В 1951 году победил на первенстве Тель-Авива, и победив на первом чемпионате Израиля, стал первым чемпионом страны по шахматам. В следующем году повторил свой успех на первенстве Тель-Авива.
Трижды играл за сборную Израиля на олимпиадах: на второй доске в 1952 году в Хельсинки, на третьей в 1954 в Амстердаме и на четвёртой в 1956 году в Москве.

## Спортивные результаты
| Год  | Город     | Турнир                | + | = | − | Результат | Место |
| ---- | --------- | --------------------- | - | - | - | --------- | ----- |
| 1919 | Краков    | Чемпионат города      |   |   |   | из        | 1     |
| 1925 | Краков    | Чемпионат города      |   |   |   | из        | 1     |
| 1926 | Краков    | Чемпионат города      |   |   |   | из        | 1     |
|      | Краков    |                       |   |   |   | из        | 1     |
|      | Варшава   | 1-й чемпионат Польши  | 8 | 3 | 6 | 11 из 17  | 8—9   |
| 1927 | Лодзь     | 2-й чемпионат Польши  | 7 | 5 | 2 | 8 из 14   | 5—7   |
| 1928 | Гаага     | II олимпиада          | 4 | 3 | 4 | 6 из 11   |       |
| 1938 | Ровно     | Чемпионат города      |   |   |   | из        | 1     |
| 1951 | Тель-Авив | Чемпионат города      |   |   |   | из        | 1     |
|      | Тель-Авив | 1-й чемпионат Израиля |   |   |   | 9 из 13   | 1     |
| 1952 | Тель-Авив | Чемпионат города      |   |   |   | из        | 1     |
|      | Хельсинки | X олимпиада           | 6 | 4 | 3 | 7½ из 13  |       |
| 1954 | Амстердам | XI олимпиада          | 7 | 2 | 3 | 8½ из 12  |       |
| 1956 | Москва    | XII олимпиада         | 2 | 2 | 4 | 4 из 8    |       |
|      |           |                       |   |   |   | из        |       |